# Петров, Александр Александрович (художник)
Александр Александрович Петров (род. 17 апреля 1951, Ямаш, Татарская АССР) — советский и российский художник, скульптор, медальер.

## Биография
Александр Александрович Петров родился 17 апреля 1951 года в деревне Ямаш Алметьевского района Татарской АССР. Брат-близнец — Анатолий, также художник.
В 1971—1975 годах учился в Рязанском художественном училище, на отделении промышленной графики и рекламы. В 1983 году окончил Московское высшее художественно-промышленное училище, где специализировался на художественной обработке металла. После получения художественного образования направлен на работу в Набережные Челны.
В 1983 году Петров принял участие в первой для себя выставке в качестве скульптора и медальера. Широко известны стали его юбилейная серия медалей «Габдулла Тукай», а также серии скульптурных портретов «Дети КамАЗа» и «Коллеги художники». Долгие годы Петров не выходил за рамки скульптурного и медальерного дела, но впоследствии пришёл к живописи. Первые его такие работы в 1990 году были представлены на выставке городских художников «Осень-90». В 1991 году принят в Союз художников СССР по отделению скульптуры.
Петров известен как тонкий колорист, сторонник условного подхода к живописи, мастерски обладающий методом плоскостного решения художественного пространства. В художественной манере примыкает к фовистам. Свои произведения предпочитает создавать в мастерской на основе этюдов, созданных исключительно с натуры. Работая в жанрах сюжетной картины, портрета, пейзажа и натюрморта, в них он отражает своё настроение и любовь к окружающему миру. Основные мотивы произведений Петрова живописуют картины из детства в родной деревне, исторические места Елабуги и Болгара, архитектурные памятники Татарстана. Он регулярно участвует в городских, зональных, республиканских, всероссийских и международных выставках. Работы Петрова экспонировались на персональных выставках в разных городах Татарстана, а также в Москве и Самаре. Произведения Петрова входят в коллекции музеев Казани, Альметьевска, Елабуги, Заинска, Набережных Челнов, Вологды, Ярославля, в зарубежные частные коллекции.

В 2017, 2018 и 2021 годах выдвигался на соискание Государственной премии Республики Татарстан имени Габдуллы Тукая за серии многочисленных живописных работ «На стихи Г. Тукая», «Памяти Булгар», «Из детства».
Творческую работу Петров совмещал с педагогической деятельностью. Долго время он преподавал и был доцентом кафедры дизайна Камской государственной инженерно-экономической академии, а затем Набережночелнинского института Казанского федерального университета.

## Награды
Звания

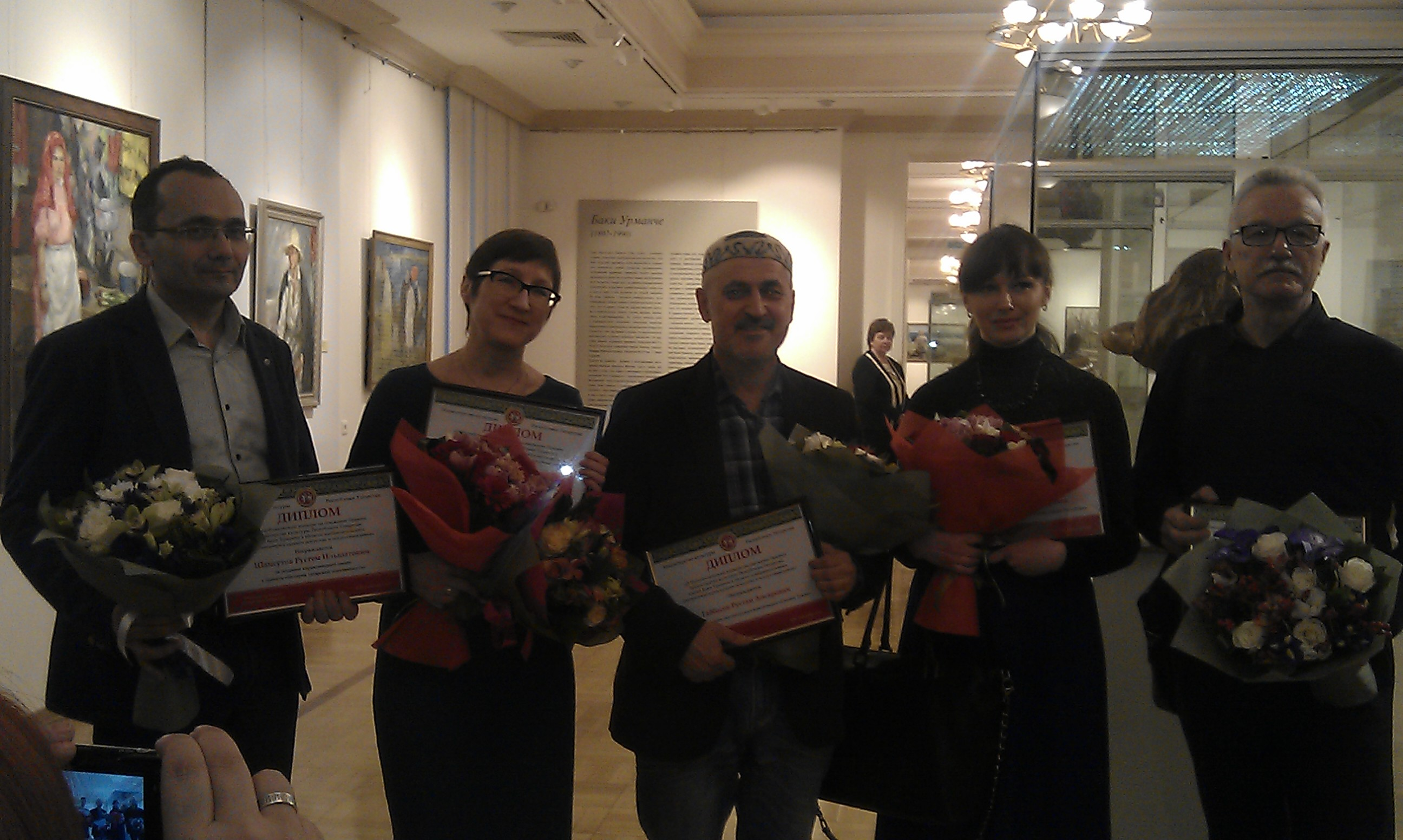
Вручение премии имени Баки Урманче, 2016 год

- Почётное звание «Народный художник Республики Татарстан» (2018 год) — за большой вклад в развитие изобразительного искусства и многолетнюю плодотворную творческую деятельность[20][21].
- Почётное звание «Заслуженный деятель искусств Республики Татарстан» (2002 год)[1].

Премии
- Премия имени Баки Урманче (2016 год) — за создание триптиха «Из детства»[22].

## Семья
Дочь — Полина, художник, скульптор, ювелир.